# Consell Pontifici per a la Cura Pastoral dels Migrants i els Itinerants
El Consell Pontifici per a la Cura Pastoral dels Migrants i els Itinerants (llatí: Pontificium consilium de spirituali migrantium atque itinerantium cura) és un dicasteri de la Cúria Pontifícia. El Consell, establert pel Papa Joan Pau II el 28 de juny de 1988, està dedicat al benestar espiritual des migrats i dels itinerants.
Actualment està presidit pel cardenal Antonio Maria Vegliò, que va ser nomenat pel Papa Benet XVI el 28 de febrer de 2009; i el Secretari és el bisbe Joseph Kalathiparambil, que va ser nomenat per Benet XVI el 22 de febrer de 2011.

## Història
Amb el motu proprio del Apostolicae Caritatis, el Papa Pau VI establí la Pontificia Commissio de Spirituali Migratorum atque Itinerantiun Cura, amb la missió destinada a l'aplicació de la pastoral per a les persones en moviment: emigrants, exiliats, refugiats, pròfugs, pescadors i navegats, els que treballen amb els transports de carretera i als parcs d'atraccions, nòmades, circencs, pelegrins i turistes. Resumint, per a tots aquells grups de persones que, de manera diferent, participen en el fenomen de la mobilitat humana, com els estudiants estrangers, els operadors i tècnics, els quals, per qüestions de grans treballs o investigacions científiques, han de traslladar-se d'un país a un altre.
Fins llavors, la competència pels diferents sectors de la mobilitat humana havien estat assignats a diverses oficines conjuntament a les congregacions romanes. A la segona meitat del segle xix era la Congregació de Propaganda Fide. Més tard, especialment gràcies a la influència del bisbe Juan Bautista Scalabrini, es creà l'Oficina de Sanació Espiritual dels Immigrants, conjuntament a la Congregació Consistorial. Després de la Segona Guerra Mundial, el 1952, s'instituí el Consell Superior per a les Migracions, conjutament a la mateixa Congregació, ara denominada Congregació per als Bisbes.
El mateix any, i sempre conjuntament al mateix dicasteri, s'instituí l'Obra de l'Apostolatus Maris a favor dels navegants marítims. El 1958 el mateix Pius XII confià a aquesta Congregació la missió d'oferir assistència espiritual als fidels amb tasques específiques o activitats a bord dels avions, com també dels passatgers que viatgen amb aquests mitjans de transport. A aquestes institucions se les batejà com Obres del Apostolatus Coeli et Aëris.
El 1965, el Papa Pau VI fundà el Secretariat Internacional per a la diecció de l'Obra de l'Apostolatus Nomadum, amb l'intent de portar consol espiritual a una població sense habitatge fixa i també per aquelles persones que viuen en unes condicions semblants.
El 1967, es va concedir a la Sagrada Congregació per al Clergat una oficina que havia de garantir l'assistència religiosa per a totes aquelles persones que es trobessin en l'àmbit del fenomen turístic. Però amb el motu proprio Apostolicae Caritatis, les competències pels diversos sectors de la mobilitat humana convergiren en la Pontificia Commissio de Spirituali Migratorum atque Itinerantium cura, que va quedar subordinada a la Congregació per als Bisbes. Aquesta situació acabà amb la constitució apostòlica Pastor Bonus del 28 de juny de 1988, modificant-se també el seu nom.

## Atribucions
Les categories de persones que, per motiu de les seves condicions de vida, no poden gaudir del ministeri ordinari o estan privades de qualsevol assistència, són per tant, els migrats, els exiliats, els pròfugs i els refugiats, els pescadors i els mariners, els que treballen als transports aeris, els nòmades, les persones dels circs i dels parcs d'atraccions, els que realitzen viatges per motius de misericòrdia, d'estudi o de diversió, els que treballen amb els transports terrestres i d'altres categories semblants.
El Consell Pontifici, un instrument en les mans del Papa, dirigeix la sol·licitud pastoral de l'Església a les necessitats particulars de les persones que s'han vist obligades a abandonar la seva pàtria o no la tenen; igualment, pretén seguir amb la deguda atenció les qüestions relacionades amb aquesta matèria.
Això promou per tant la cura pastoral de les persones involucrades en la mobilitat humana: proporcionant que a les esglésies locals ofereixin una eficaç i apropiada assistència espiritual, també si és necessari mitjançant estructures pastorals adequades; exercint l'alta direcció de l'Obra de l'Apostolat del Mar; seguint detingudament els problemes relacionats amb la mobilitat humana; esforçant-se perquè el poble cristià adquireixi consciència de les necessitats de les persones implicades en la mobilitat humana, especialment en ocasió de la celebració del Dia Mundial dels Migrats i Refugiats; fent que el poble cristià manifesti de manera eficaç la seva solidaritat en les confrontacions de les persones en moviment per les formes en que el món es relaciona, a fi que els viatges realitzats per motius de pietat, d'estudi o de diversió contribueixin a la formació moral i religiosa dels fidels.
A més, el Consell té per objecte de manera regular i directa, la Comissió Catòlica Internacional pels Migrats, donant suport els objectius i les iniciatives, participant en les trobades de Direcció, promovent una activa cooperació amb aquest Comitè i entre aquesta i d'altres organismes que tenen un interès pels migrats i refugiats.

## Cronologia dels presidents
- Cardenal Carlo Confalonieri † (30 d'abril de 1970 - 25 de febrer de 1973)
  - Arquebisbe Emanuele Clarizio † (19 de març de 1970 - 18 de setembre de 1986 jubilat) (pro-president)
- Cardenal Bernardin Gantin † (8 d'abril de 1984 - 1 de març de 1989)
  - Cardenal Giovanni Cheli † (18 de setembre de 1986 - 1 de març de 1989 jubilat president del mateix dicasteri) (pro-president)
- Cardenal Giovanni Cheli † (1 de març de 1989 - 15 de juny de 1998 jubilat)
- Cardenal Stephen Fumio Hamao † (15 de juny de 1998 - 11 de març de 2006 jubilat)
- Cardenal Renato Raffaele Martino (11 de març de 2006 - 28 de febrer de 2009 jubilat)
- Cardenal Antonio Maria Vegliò, des del 28 de febrer de 2009

## Cronologia dels secretaris
- Mossèn Giulivo Tessarolo, C.S. (1963 - 1969 renuncià)
- Monsenyor József Zágon (1970 - 1975 renuncià)
- Mossèn Silvano Maria Tomasi, C.S. (27 de juny de 1989 - 27 de juny de 1996 jubilat nunci apostòlic a Etiòpia i a Eritrea)
- Arquebisbe Francesco Gioia, O.F.M. Cap. (8 de juliol de 1996 - 25 de juliol de 2001 jubilat; administrador pontifici de la basílica de Sant Pau Extramurs, delegat pontifici per la basílica de Sant Antoni de Pàdua i president de la Peregrinatio ad Petri Sedem
- Arquebisbe Agostino Marchetto (6 de novembre de 2001 - 25 d'agost de 2010 renuncià)
- Bisbe Joseph (Joy) Kalathiparambil, des del 22 de febrer de 2011

## Cronologia dels sots-secretaris
- Monsenyor Pietro Fantò (1971 - 1986 renuncià)
- Mossèn Peter Paul Prabhu (1987 - 13 de novembre de 1993 jubilat nunci apostòlic a Zimbabwe)
- Mossèn Giuseppe De Andrea (1994 - 2 de desembre de 1999 jubilat, encarregat d'afers a Kuwait, Yemen i a la Península Arábiga)
- Mossèn Michael August Blume, S.V.D. (6 d'abril de 2000 - 24 d'agost de 2005 jubilat nunci apostòlic a Benin i Togo)
- Monsenyor Novatus Rugambwa (28 de juny de 2007 - 6 de febrer de 2010 jubilat nunci apostòlic a São Tomé e Príncipe)
- Mossèn Gabriele Ferdinando Bentoglio, C.S., des del 6 de maig de 2010